# مجنون (فلم)
غانشاكار (وتعني "مجنون") هو فيلم إثارة كوميدي عن السرقة من إنتاج عام 2013. الفيلم من إخراج راجكومار غوبتا وإنتاج روني سكروفالا وسيدهارث روي كابور من يو تي في مويشن بيكتشرز، وبطولة عمران هاشمي وفيديا بالان.

## روابط خارجية
- مقالات تستعمل روابط فنية بلا صلة مع ويكي بيانات